# Chirnside Primary School

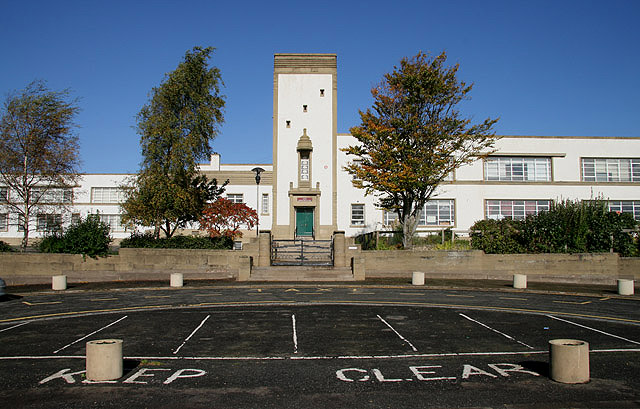
Chirnside Primary School

Die Chirnside Primary School ist eine Grundschule in der schottischen Ortschaft Chirnside in der Council Area Scottish Borders. 1993 wurde das Bauwerk in die schottischen Denkmallisten in die höchste Denkmalkategorie A aufgenommen.

## Schule
Die nicht-konfessionsgebundene Schule bietet eine Ausbildung über alle sieben Grundschuljahre. Des Weiteren werden zwei Vorschul-Jahrgänge angeboten. Eine Vor- und Nachschulbetreuung wird gegen Gebühr angeboten. Abgehende Absolventen wechseln in der Regel an die Berwickshire Highschool.
Die Schulfarben sind Navyblau und Gold. Mädchen sollen einen navyblauen, grauen oder schwarzen Rock, eine navyblaue oder weiße Bluse sowie einen navyblauen Pullover oder Strickjacke tragen. Jungen tragen eine schwarze oder graue Hose, ein weißes oder navyblaues Hemd sowie einen navyblauen Pullover. Für Jungen der siebten Jahrgangsstufe gibt es einen speziellen navyblauen Pullover.

## Beschreibung
Die Chirnside Primary School liegt am Südostrand von Chirnside. Den Entwurf für das Schulgebäude lieferte das Edinburgher Architekturbüro Reid & Forbes, das zuvor bereits die Inverness Academy, die Dalkeith Highschool, die Niddrie Marischal School sowie die Leith Academy und die nahegelegene Kelso Academy geplant hatte. Zu letzterer bestehen zahlreiche architektonische Parallelen. Das zweistöckige Gebäude wurde zwischen 1937 und 1938 gebaut. Das Art-déco-Gebäude weist einen unregelmäßigen, annähernd Z-förmigen Grundriss auf. Sandsteindetails setzen sich von dem mit Harl verputzten Mauerwerk ab. Markant ist der links der Mitte befindliche fünfstöckige Turm, an dessen Fuß der Eingangsbereich eingerichtet ist.